# Đạo Chích
Đạo Chích (chữ Hán: 盜跖 hay 盜蹠), còn gọi là Kiệt Chích (桀跖 hay 桀蹠), nhân vật hư cấu xuất hiện trong nhiều kinh, thư trước đời nhà Tần, được cho là sống vào đời Xuân Thu. Đạo Chích còn được gọi là Triển Hùng, Liễu Hạ Chích, hiệu là Cố Vương.

## Ghi chép của giới học giả
Không có bất cứ sử liệu chính thức được ghi chép vào đời Xuân Thu nói về Đạo Chích.
Trang Tử, Nam Hoa kinh, Tạp Thiên 29, Đạo Chích chép: Khổng Tử là bạn của Liễu Hạ Quý. Liễu Hạ Quý có một người em tên là Đạo Chích. Đạo Chích cầm đầu chín ngàn bộ hạ hoành hành trong thiên hạ, xâm đoạt các nước chư hầu, đào tường khoét vách, lùa ngựa bò, bắt cóc vợ và con gái người ta, tham lợi tới quên cả thân thích, không đoái hoài tới cha mẹ anh em, không cúng giỗ tổ tiên. Họ qua nơi nào, là nước lớn thì cố giữ thành, là nước nhỏ thì núp sau luỹ, dân tình khốn khổ. Liễu Hạ Quý tức là Liễu Hạ Huệ (720 TCN – 621 TCN), hậu duệ của con trai Lỗ Hiếu Công là công tử Triển, nên lấy Triển làm họ. Ông có tên thật là Triển Cầm, tự là Quý, thụy là Huệ, phong ấp là Liễu Hạ  ở miền bắc nước Lỗ, thường được gọi là Liễu Hạ Huệ. Vì thế Đạo Chích còn được gọi là Liễu Hạ Chích. Câu chuyện của Trang Tử mang tính ngụ ngôn (vì Liễu Hạ Huệ và Khổng Tử không sống cùng thời đại), nhằm đả kích tính giả tạo và dối trá của đạo Nho, khẳng định chủ trương quay lại với nguồn cội, thuận theo lẽ tự nhiên của đạo Lão.
Tuân Tử, Bất cẩu chép: Đạo Chích mở lời, tiếng tăm như mặt trời mặt trăng, cùng Thuấn, Vũ lưu truyền không thôi.
Tư Mã Thiên (nhà Hán), Sử ký – Bá Di liệt truyện chép: Chích là tên của kẻ trộm thời Hoàng Đế. Vì em Liễu Hạ Huệ là kẻ trộm nổi tiếng khắp nơi, nên được gọi bằng cái tên ấy. Đạo Chích hàng ngày giết chóc không ngăn nổi, cắt gan người, ăn thịt người, tàn bạo phóng túng, tụ tập đồ đảng mấy ngàn đứa, hoành hành khắp nơi. Nhưng thiếu sử liệu đối chứng để khẳng định Đạo Chích là nhân vật có thật.
Mạnh Tử, Lã thị Xuân Thu, Hán thư… cũng có một vài lời nhắc đến Đạo Chích, nhưng chỉ mang tính ngụ ngôn, nên tất cả đều không có giá trị tham khảo.

## Di tích thành Cố Vương
Ngày nay tại nhiều địa phương như Duyện Châu, Khúc Phụ, Trâu Thành… vẫn còn lưu giữ những văn tịch ghi nhận về tòa thành cổ được cho là nơi ở của Đạo Chích.
Duyện Châu phủ chí, Cổ tích, bản in thời Vạn Lịch nhà Minh, chép: Thành Cố Vương, cách phủ thành 30 dặm về phía tây nam, phía bắc thành có mộ, gọi là "Chích Trủng (mộ của Chích)".
Tư Dương huyện chí, bản in thời Khang Hi nhà Thanh, chép: Em Liễu Hạ Huệ là Triển Hùng, Mạnh Tử gọi là kẻ đạo chích, cách ấp 30 dặm về phía tây đã đắp thành tự vệ, có thể cứu giúp các nơi lân cận, (tự đặt) hiệu là Cố Vương, gọi tên là thành Cố Vương.
Diệp Chủ Thụ, Tục Sơn Đông khảo cổ lục, chép: Cố Thành, huyện Phàn  nay tại nơi cách Tư Dương 25 dặm về phía tây nam, tên tục là thành Cố Vương… tục truyền là nơi ở của Đạo Chích.
Nơi mà mà các tài liệu trên nhắc đến, ngày nay là thôn Cố Thành, nhai đạo biện sự xứ (trước năm 2010 là trấn) Hoàng Đồn, quận Duyện Châu, địa cấp thị Tế Ninh, tỉnh Sơn Đông. Hoàng Đồn đã được xác định là vị trí của nước Phàn thời Tây Chu, đến nay vẫn còn dấu vết tường cũ.

## Đánh giá trong Văn cách
Ngày 26/02/1974, "Trung ương Đảng Hiệu Biên Tả tổ" (tổ Hiệu đính – biên soạn - ghi chép Trung ương Đảng) dưới sự chỉ đạo của Tứ Nhân Bang, trên Nhân dân nhật báo lấy bút danh Đường Hiểu Văn, có bài viết Liễu Hạ Chích thống mạ Khổng lão nhị (Tạm dịch: Liễu Hạ Chích mắng mỏ Khổng lão nhị). Đây là bài thứ 3 trong loạt bài đả kích Khổng Tử. Trong bài viết này, Đường Hiểu Văn ca ngợi Đạo Chích là anh hùng phản đối lễ giáo phong kiến, lãnh đạo nô lệ khởi nghĩa chống lại giai cấp thống trị.
Tác giả Ổ Mông trên tờ Nghiên cứu lịch sử, số thứ 2, năm 1977 có bài viết Đạo Chích khảo biện, phê phán bài viết của Đường Hiểu Văn là biến không thành có.

## Hình ảnh trong tín ngưỡng dân gian
Từ hình tượng xấu xa trong ghi chép của giới học giả, Đạo Chích được xem là tổ nghề của bọn trộm cướp. Và từ câu chuyện ngụ ngôn của Trang Tử, Đạo Chích bắt cóc vợ và con gái người ta, ông còn được xem là tổ nghề của bọn kỹ nữ, tôn làm Bạch mi thần (thần mày trắng).
Tiều Vân Sơn Nhân, Trảm Quỷ truyện  kể rằng: Hàm Oan lại hỏi rằng: "Vị thần này từ đâu đến, khi còn sống họ nào tên gì?" Liễu Kim Nương đáp: "Tiểu phụ nhân cũng không biết rõ, chỉ nghe những người lớn tuổi nói chuyện gọi là Đạo Chích."; lại kể rằng: Bạch Mi thần nói: Ta từ (đời) Xuân Thu về sau, cho đến ngày nay, trong nghề con hát, nhà nhà kính ngưỡng, lớn nhỏ thờ phụng, xem như một bực tổ tông."